# Shiva Nazar Ahari
Shiva Nazar Ahari (née le 10 juin 1984) (persan : شیوا نظر آهاری) est une journaliste et militante des droits de l'homme iranienne. 
Shiva Nazar Ahari est à l'origine de la création de plusieurs associations œuvrant pour la défense des droits de l’homme, de protection des enfants et des femmes. Elle est membre du Comité des reporters des droits de l'homme (CHRR) et a participé au lancement de la campagne « Un million de signatures » contre la discrimination des femmes dans la république islamique d'Iran, initiée par Shirin Ebadi, prix Nobel de la paix. 
Elle a été arrêtée par le régime pour son action. Elle a été emprisonnée une première fois dans la prison d'Evin du 14 juin 2009 au 23 septembre 2009 (dont 33 jours passés en cellule de confinement) pour avoir participé aux manifestations d'opposition faisant suite à la proclamation des résultats de l'élection présidentielle iranienne de 2009. Elle a été de nouveau arrêtée et emprisonnée le 21 décembre 2009, alors qu'elle projetait d'assister aux funérailles du grand ayatollah Hossein Ali Montazeri (symbole de résistance au pouvoir en place) en compagnie d'autres activistes. Jugée par la 26e chambre du tribunal révolutionnaire de Téhéran, la jeune femme a été qualifiée de moharebeh (ennemie de Dieu, une charge passible de la peine de mort en Iran)  selon l'article 186 du Code pénal iranien, pour avoir pris contact avec l'Organisation des moudjahiddines du peuple iranien (OMPI), interdit par le pouvoir (ce dont se défend l'accusée). Elle a également été accusée de « réunion et collusion en vue de commettre un crime » (article 610) et de « conspiration contre la sécurité nationale, de propagande contre le régime et de trouble de l'ordre public » (article 500),.
Le 4 septembre 2010, elle est condamnée en première instance à six ans de prisons et 76 coups de fouet. En appel, en janvier 2011, sa peine est réduite à quatre ans de prison et 74 coups de fouet, pour « complot en réunion contre la sécurité nationale » et « propagande contre le régime ». Shiva Nazar Ahari a fait l'objet d'une libération provisoire sous une caution de 500 000 $.
En 2011, Shiva Nazar Ahari s'est vu décerner le prix Theodor-Haecker pour ses courageux articles sur les violations des droits humains. Le prix tient son nom de Theodor Haecker (1879-1945),  philosophe allemand, écrivain et résistant.
Le 8 septembre 2012, sur convocation, Shiva Nazar Ahari s'est présentée à la prison d'Evin pour y purger la peine de 4 années de prison.